# سروی تایوانی
سِرو تایوانی (نام علمی: Capricornis swinhoei) نام یک گونه از سرده سِرو است.